# Cryptonevra consimilis
Cryptonevra consimilis är en tvåvingeart som beskrevs av Collin 1932. Cryptonevra consimilis ingår i släktet Cryptonevra och familjen fritflugor. Arten är reproducerande i Sverige. Inga underarter finns listade i Catalogue of Life.